# Kurt Mohr
Kurt Mohr, né le 12 septembre 1921 à Genève (Suisse) et mort le 4 novembre 2007 à Neuilly-sur-Seine, est un journaliste musical franco-suisse.

## Biographie
Chimiste de profession, Kurt Mohr consacre finalement sa vie à sa passion, la musique en devenant journaliste spécialisé dans le rhythm and blues et la musique soul. Ses discographies sont des modèles de précision.
Il collabore notamment à Jazz Hot, Rock & Folk, Best, Pop Music et Soul Bag.
Il travaille également comme éditeur dans plusieurs maisons de disques françaises, notamment Vogue et Odéon, avec Mickey Baker et Billy Bridge.